# Perutnina Ptuj/2006
Samenstelling van de Perutnina Ptuj-wielerploeg in 2006:
| Naam                | Geboortedatum | Nationaliteit | Ploeg 2005                          |
| ------------------- | ------------- | ------------- | ----------------------------------- |
| Gorazd Bauer        | 27-03-1987    | Slovenië      | beloften                            |
| Borut Božič         | 08-08-1980    | Slovenië      |                                     |
| Tomislav Dančulović | 15-06-1980    | Kroatië       |                                     |
| Massimo Demarin     | 25-08-1979    | Kroatië       |                                     |
| Kristijan Durasek   | 26-07-1987    | Kroatië       | Beloften                            |
| Gregor Gazvoda      | 15-10-1981    | Slovenië      |                                     |
| Jure Golčer         | 12-07-1977    | Slovenië      | Acqua & Sapone-Adria Mobil          |
| Aldo Ino Ilešič     | 01-09-1984    | Slovenië      |                                     |
| Matija Kvasina      | 04-12-1981    | Kroatië       |                                     |
| Mitja Mahorič       | 12-05-1976    | Slovenië      |                                     |
| Matej Marin         | 02-07-1980    | Slovenië      |                                     |
| Boštjan Mervar      | 22-09-1973    | Slovenië      |                                     |
| Hrvoje Miholjević   | 08-06-1979    | Kroatië       |                                     |
| Andrej Omulec       | 19-11-1982    | Slovenië      |                                     |
| Radoslav Rogina     | 03-03-1979    | Kroatië       | Tenax-Nobili Rubinetterie-Salmilano |
| Matej Stare         | 20-10-1978    | Slovenië      |                                     |

## Overwinningen
Ronde van Cuba
4e etappe: Borut Božič
8e etappe: Boštjan Mervar
11e etappe: Matija Kvasina
12e etappe: Borut Božič
13e etappe: Borut Božič
14e etappe: Borut Božič
Istrian Spring Trophy
Proloog: Borut Božič
Eindklassement: Borut Božič
The Paths of King Nikola
2e etappe: Matej Stare
3e etappe: Radoslav Rogina
4e etappe: Mitja Mahoric
Eindklassement: Radoslav Rogina
Circuit des Ardennes
1e etappe: Borut Božič
Ronde van Rhone-Alpes Isere
1e etappe: Matej Marin
Eindklassement: Tomislav Dančulović
Giro delle Regione
5e etappe: Aldo Ino Ilešič
Olympia's Tour
1e etappe: Borut Božič
2e etappe: Borut Božič
7e etappe: Borut Božič
GP Hydraulika Mikolasek
Jure Golčer
GP Palma
Boštjan Mervar
GP Kranj
Boštjan Mervar
GP van het Zwarte Woud
Jure Golčer
GP Judendorf
Mitja Mahoric
Ronde van Slovenië
1e etappe: Borut Božič
4e etappe: Borut Božič
Nationale kampioenschappen
Kroatië (wegwedstrijd): Hrvoje Miholjević
Kroatië (tijdrit): Matija Kvasina
Slovenië (wegwedstrijd): Jure Golčer
Koers van de Olympische Solidariteit
4e etappe: Aldo Ino Ilešič
Ronde van Marokko
6e etappe: Matej Stare